# Напірна печера
Напірна (рос. Напорная) — печера в Архангельській області, на Біломорсько-Кулойському плато європейської півночі Росії. Карстова печера горизонтального типу простягання. Загальна протяжність — 135 м. Глибина печери становить 6 м. Категорія складності проходження ходів печери — 1.